# 5310 Papike
5310 Papike eller 1981 EP26 är en asteroid i huvudbältet som upptäcktes den 2 mars 1981 av den amerikanska astronomen Schelte J. Bus vid Siding Spring-observatoriet. Den är uppkallad efter James Papike.
Asteroiden har en diameter på ungefär 2 kilometer.